# Nycticorax
Nycticorax es un género de aves pelecaniformes de la familia Ardeidae. Se distribuyen por América, Eurasia y Oceanía. El término Nycticorax proviene de la combinación de las palabras griegas nyktos (noche) y korax (cuervo). Hace referencia a los hábitos nocturnos del grupo, y los graznidos, similares a los del cuervo, de la especie más difundida, el martinete común.

## Taxonomía
El género contiene dos especies vivas y varias extintas:
- Nycticorax nycticorax - martinete común;
- Nycticorax caledonicus - martinete canelo;
  - Nycticorax caledonicus crassirostris (extinto, 1890)
- Nycticorax olsoni (extinto) - martinete de Ascensión;
- Nycticorax duboisi (extinto) - martinete de Reunión;
- Nycticorax mauritianus (extinto) - martinete de Mauricio;
- Nycticorax megacephalus (extinto) - martinete de Rodrigues;
- Nycticorax kalavikai (prehistórico) - martinete de Niue.

Además de las especies enumeradas, se incluyeron durante mucho tiempo en el género Nycticorax las especies de los géneros Nyctanassa y Gorsachius, aunque hoy en día se consideran géneros independientes.